# شاهن خاچاطریان
شاهن گئورگی خاچاطریان (ارمنی: Շահեն Գևորգի Խաչատրյան انگلیسی: Shahen Gevorki Khachatryan) (۲۸ سپتامبر ۱۹۳۴ - ۲۲ اکتبر ۲۰۲۱) متخصص هنری اهل ارمنستان و رئیس موزه آرشیل گورکی در واغارشاپات بود.

## زندگی‌نامه
در ۲۸ سپتامبر ۱۹۳۴ در حلب به دنیا آمد . وی همچنین برنده مدال موسس خورناتسی (۱۹۹۸)، شهروند افتخاری گیومری و چهره هنری شایسته ارمنستان شوروی شده‌است. وی در ۲۲ اکتبر ۲۰۲۱ در سن ۸۷ سالگی درگذشت.

## نگارخانه

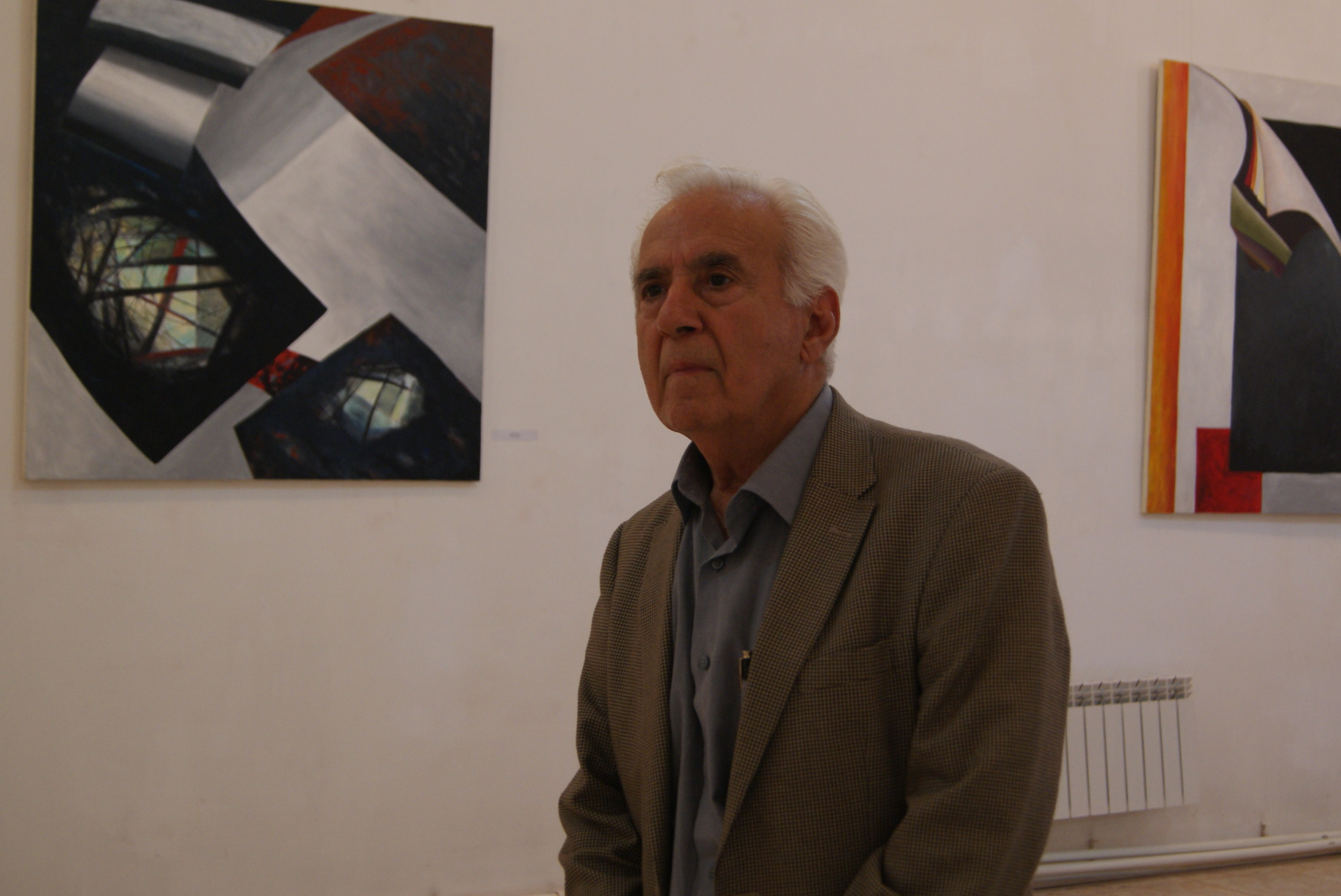